# Анрі Дютроше
Рене Жоакім Анрі Дютроше (фр. René Joachim Henri Dutrochet; 14 листопада 1776 — 4 лютого 1847) — французький лікар, ботанік і фізіолог. Відомий своїми дослідженнями осмосу.

## Кар'єра
Дютроше народився у Неон-сюр-Крез у дворянській родині, незабаром розореній під час Французької революції. У 1799 році він вступив до військової морської піхоти в Рошфорі, але незабаром залишив її, щоб приєднатися до вандейської армії.  Потім він залишив її, щоб доглядати за маєтком своєї родини в Турені.
У 1802 році він почав вивчати медицину в Парижі, а згодом був призначений головним лікарем лікарні в Бургосі, в Іспанії. Після епідемії тифу він повернувся в 1809 році до Франції, де присвятив себе вивченню природничих наук. 

## Внесок
Його наукові публікації були численними та охоплювали широку сферу, але його головною галуззю була ембріологія. За монографію «Recherches sur l'accroissement et la reproduction des végétaux», опубліковану в Mémoires du Museum d'histoire naturelle у 1821 році, він отримав премію Французької академії з експериментальної фізіології. У 1837 році з'явилися його Mémoires pour servir a l'histoire anatomique et physiologique des végétaux et des animaux, зібрання всіх його найважливіших біологічних робіт. 
Він досліджував і описав осмос, клітинне дихання, ембріологію та вплив світла на рослини. Йому приписують започаткування клітинної біології, а також фактичне відкриття процесу осмосу. Його ранні дослідження голосу ввели першу сучасну концепцію руху голосових зв'язок.
На його честь було названо рід маврикійських рослин Trochetia.

## Праці
- Нова теорія голосу (1800)
- Нова теорія гармонії (1810)
- Дослідження росту і розмноження рослин (1821)
- Дослідження остеогенезу (вироблення кісток) (1822)
- Дослідження з анатомії тварин і рослин (1824)
- Дослідження негайного життєвого руху агента (1826)
- Дослідження ендосмосу та екзосмосу (1828)
- Дослідження розвитку яйцеклітини і плода
- Дослідження радіального розвитку рослин і сходження соку.
- Внесок у розуміння анатомії та фізіології рослин і тварин (1837)
- Дослідження еліптичної сили (1842–43)